# 10467 Peterbus
10467 Peterbus eller 1981 EZ7 är en asteroid i huvudbältet som upptäcktes den 1 mars 1981 av den amerikanska astronomen Schelte J. Bus vid Siding Spring-observatoriet. Den är uppkallad efter den nederländske amatörastronomen Peter Bus.